# سیارک ۷۰۶۷۹
سیارک ۷۰۶۷۹ (به انگلیسی: 70679 Urzidil، نامگذاری:1999UV3) هفتاد هزار و ششصد و هفتاد و نهمین سیارک کشف شده‌است که در ۳۰ اکتبر ۱۹۹۹ کشف شد.
و به نام شاعر، نویسنده و روزنامه نگار بوهمیایی یوهانس یورزید نام گذاری شد.